# Täby park
Täby Park är ett pågående stadsbyggnadsprojekt i stadsdelen Tibble inom Täby kommun, cirka tretton km nordost om centrala Stockholm. Inflyttningen påbörjades 2020. Projektet omfattar det område där hästkapplöpningsbanan Täby Galopp var lokaliserad åren 1960–2016. Området avgränsas av Roslagsbanans Österskärsgren (linje 28), Bergtorpsvägen, Norrtäljevägen (E18) och Täby Allé. Namnet Täby Park för området beslutades av Täby kommun den 24 mars 2015. Detaljplanearbetet påbörjades 2015 och det beräknas ta 20 - 30 år innan projektet är slutfört. Området planeras för cirka 20 000 invånare.
Projektet återanvänder det stadsdelsnamn som kommunen lanserade på 1980-talet för industriområdet nordväst om Galoppfältet (Kemistvägen).

## Kommunikationer
Platsen försörjs via järnvägsstationen Galoppfältet på Roslagsbanan.